# La Argentina
La Argentina, eigentlich Antonia Rosa Mercé y Luque (* 4. September 1888 in Buenos Aires, Argentinien; † 18. Juli 1936 in Bayonne, Frankreich), war eine spanische Flamencotänzerin, virtuose Kastagnettenspielerin und Choreografin argentinischer Herkunft, die sich 1911 in Paris niedergelassen hatte.

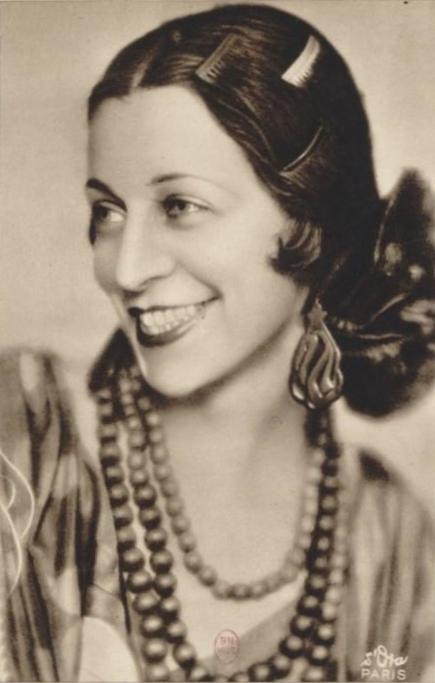
La Argentina (1930)

## Leben
Antonia Mercé y Luque war das einzige Kind des spanischen Ehepaares Josefa Luque und Manuel Mercé. Ihre argentinische Herkunft inspirierte sie zu ihrem späteren Künstlernamen. Bereits zwei Jahre nach ihrer Geburt zogen die Eltern, beide Berufstänzer, zurück nach Madrid. Ihr Vater unterrichtete sie in Ballett und klassischem Tanz am Teatro Real. Schon mit neun Jahren war sie Primaballerina an der Madrider Oper. Als sie dreizehn Jahre alt wurde, starb der Vater. Sie gab das Ballett auf und wurde von ihrer Mutter in spanischem Tanz unterrichtet. Schnell folgten Auftritte in Varietés und Music Halls. 1905 tanzte sie im Teatro Ateneo und fünf Jahre später in der Operette L'Amour en Espagne im Moulin Rouge in Paris.
1912 tanzte sie in La Rose de Grenade im Pariser Olympia. Ab 1912 tourte sie unter anderem durch Deutschland, Belgien und England. Ihre Tournee durch Russland wurde vom Ausbruch des Ersten Weltkriegs unterbrochen. 1915 choreographierte sie die Tänze für Manuel de Fallas El amor brujo. Im gleichen Jahr begann sie eine Tournee durch Südamerika. In New York tanzte sie auf Einladung des Komponisten Enrique Granados in dem Stück Goyescas. Bis zum Ende des Weltkrieges absolvierte sie mehrere Gastspiele in Mexiko und kehrte dann nach Paris zurück. La Argentina arbeitet u. a. mit den Komponisten Isaac Albéniz und Maurice Ravel zusammen.
Zwischen 1926 und 1936 folgten viele Auftritte und Tourneen, die sie bis in die Philippinen führten. 1928 gründete sie, dem Vorbild von Sergei Pawlowitsch Djagilews „Ballets Russes“ folgend, mit „Ballets Espagnols“ ihr eigenes Tanzensemble. In ihre Werke ließ sie wie Djagilew verschiedene Strömungen einfließen. 1930 wurde ihr das Kreuz der französischen Ehrenlegion verliehen. Am Tage des Ausbruchs des spanischen Bürgerkrieges starb die an einer Herzschwäche leidende La Argentina, die trotz ärztlicher Warnungen viele Auftritte absolviert hatte, im Juli 1936 nach einem Herzanfall.
1977 erinnerte sich der japanische Butoh-Tänzer Kazuo Ono mit dem Tanz Admiring La Argentina an die legendäre Tänzerin. Sie gilt bis heute als Erneuerin des spanischen Balletts.
Der künstlerische Nachlass von La Argentina befindet sich in der Fundación Juan March in Madrid. In Deutschland gibt es eine Sammlung zu ihr im Deutschen Tanzarchiv Köln.
Sie starb am 18. Juli 1936 im Alter von 47 Jahren in Bayonne, Frankreich.

## Literatur

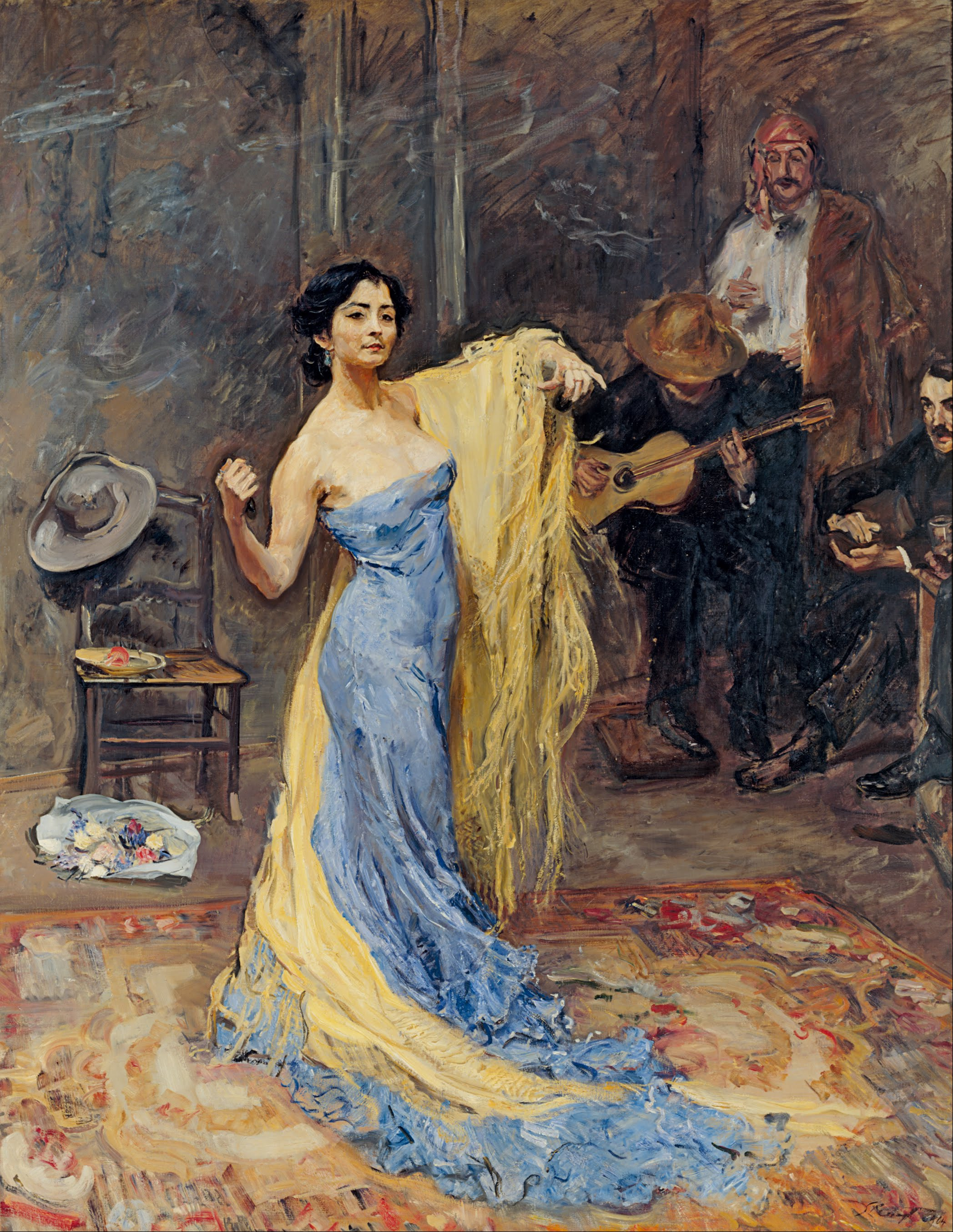
Bildnis der Tänzerin Marietta di Rigardo von Max Slevogt (1904)